# Franck Gilard

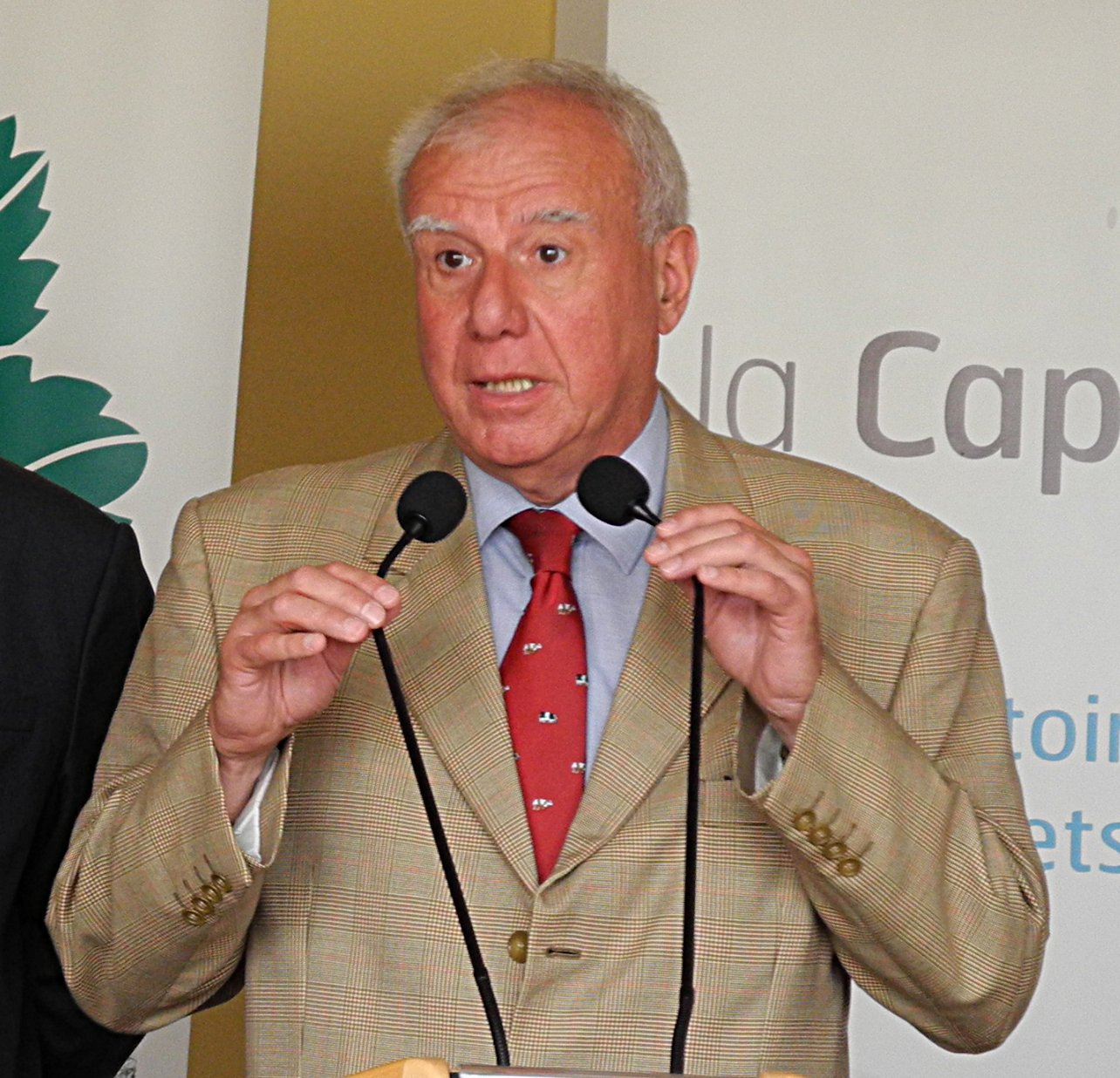
Gilard 2011

Franck Gilard (* 1. November 1950 in Riaillé, Département Loire-Atlantique) ist ein französischer Politiker. Er ist seit 2002 Abgeordneter der Nationalversammlung.
Gilard schloss sein Jurastudium mit einem Master und sein Politikwissenschaftenstudium mit einem Diplom ab. Nach dem Abschluss arbeitete er als parlamentarischer Assistent für den Abgeordneten René Tomasini und den Senator Alain Pluchet. Zugleich stieg er 1983 als stellvertretender Bürgermeister der kleinen Gemeinde La Roquette selbst in die Politik ein.  Dem folgte 1995 seine Wahl zum Bürgermeister der Stadt Les Andelys. 1998 wurde er zudem in den Generalrat des Départements Eure gewählt. Bei den Parlamentswahlen 2002 trat er für die neugegründete UMP im fünften Wahlkreis des Départements Eure an und zog in die Nationalversammlung ein. 2007 und 2012 wurde er wiedergewählt.